# Guido Podestà
Guido Podestà (Milano, 1º aprile 1947) è un dirigente d'azienda, dirigente sportivo, politico ed ex nuotatore italiano, Presidente della Provincia di Milano dal 23 giugno 2009 al 31 dicembre 2014.
È stato europarlamentare per tre legislature (IV, V, VI), ricoprendo vari incarichi parlamentari.

## Biografia
Nasce il 1º aprile 1947 a Milano, quinto di nove figli tra fratelli e sorelle, il padre Alfredo era un dirigente della Pirelli, mentre la madre Irma era un'insegnante di scuola materna.
In gioventù pratica il nuoto a livello agonistico e fonda successivamente il Gruppo Sportivo Lombardo a Cinisello Balsamo.
Si è laureato in Architettura al Politecnico di Milano, nel dipartimento di Urbanistica e Scienza del Territorio, ed è padre di quattro figli: Marco, Francesca, Arianna ed Annasole. La sorella Flavia era giornalista de Il Giornale e La Stampa.
Ha operato per oltre 40 anni nel settore edilizio ed immobiliare, dove nel 1976 viene assunto nella Edilnord S.a.s. di Paolo e Silvio Berlusconi, diventandone nel giro di qualche anno amministratore delegato e restandolo per oltre venti anni.
Da maggio 2010 ad aprile 2013 è stato membro del Consiglio di Amministrazione della Cassa Depositi e Prestiti.

### Europarlamentare

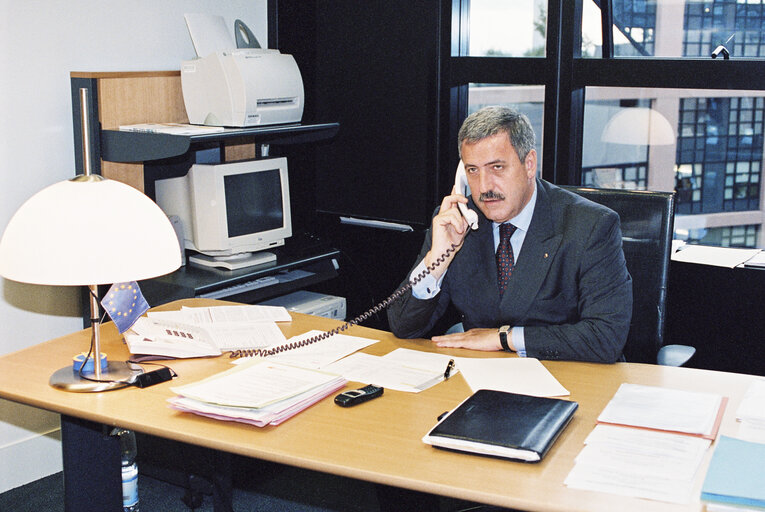
Guido Podestà nel suo ufficio da europarlamentare

Alle elezioni europee del 1994 Podestà viene eletto europarlamentare tra le liste di Forza Italia nella circoscrizione Italia nord-occidentale.
Alle elezioni europee del 1999, con il grande successo di Forza Italia alla tornata elettorale, viene riconfermato tra le sue liste nella medesima circoscrizione al Parlamento europeo, facendo parte del gruppo del Partito Popolare Europeo-Democratici Europei, oltre ad essere stato, in qualità di membro titolare della Commissione Bilancio Relatore al Bilancio dell'Unione nel 2002 e nel 2003.
Eletto nel 1997 membro dell'Ufficio di Presidenza del Parlamento europeo come uno dei 14 Vicepresidenti, è stato riconfermato due volte nell'incarico, nel giugno 1999 e nel gennaio 2002.
Alle elezioni europee del 2004 è stato rieletto per la terza volta al Parlamento europeo, dov'è stato presidente della delegazione alla commissione parlamentare mista UE-Romania in vista dell'adesione della Romania all'Unione europea e, successivamente, presidente della Delegazione del Parlamento europeo per i rapporti con l'Afghanistan.
È stato Presidente dell'Intergruppo del Parlamento europeo per la terza e la quarta Età, con il quale è stato promotore di varie iniziative tra cui il progetto ENEA, finalizzato a finanziare iniziative di mobilità per le persone anziane.

#### Incarichi di partito in Forza Italia e nel PdL
Negli anni 2000, parallelamente alle attività al Parlamento europeo, è stato commissario provinciale per Forza Italia a Varese, Brescia e, dal 2004 al 2008, Milano.
A maggio 2008 viene nominato coordinatore regionale di Forza Italia in Lombardia, e con la confluenza del partito ne Il Popolo della Libertà (PdL), diventa il primo coordinatore regionale del nuovo partito in Lombardia.

### Presidente della Provincia di Milano
Alle elezioni amministrative del 2009 si è candidato alla presidenza della Provincia di Milano, venendo appoggiato dalla coalizione di centro-destra composta, oltre dal PdL, dal Lega Nord, Democrazia Cristiana di Giuseppe Pizza e il Nuovo PSI. Al primo turno del 6-7 giugno ottiene il 48,81% dei voti, accedendo al ballottaggio con il candidato del centro-sinistra, il presidente uscente Filippo Penati, fermo al 38,77%. Al ballottaggio del 20-21 giugno Podestà viene eletto presidente della Provincia di Milano, vincendo la competizione con il 50,21% dei voti contro il 49,79% di Penati, riportando così la provincia milanese al centro-destra.
Il 10 luglio 2009 presenta ufficialmente la sua giunta provinciale, composta principalmente da esponenti del PdL e Lega, con l'ex AN Umberto Maerna come vicepresidente.
Il 25 gennaio 2011, dopo una telefonata con Berlusconi, Podestà si dimette da coordinatore regionale del Pdl lombardo a pochi mesi dalle elezioni amministrative (che soprattutto a Milano saranno un disastro per il PdL); ufficialmente per "sovraccarico di ruoli istituzionali ricoperti", ma in realtà è l'esigenza di Berlusconi a riprendere in mano la gestione del partito. Al suo posto gli subentra il sottosegretario alle Infrastrutture Mario Mantovani.
In vista dei referendum abrogativi del 2011, Podestà dichiara che non andrà a votare, aggiugendo che sui quesiti sull’acqua i "Comitati per il sì" hanno attuato una campagna pesantissima di disinformazione.

### Passaggio al Nuovo Centrodestra
Il 16 dicembre 2013, dopo la sospensione delle attività del PdL, formalizza il suo passaggio al Nuovo Centrodestra (NCD) guidato da Angelino Alfano.
In vista delle elezioni europee del 2014 si è candidato nella circoscrizione Italia nord-occidentale (che raccoglie i collegi elettorali di Lombardia, Piemonte, Liguria e Valle d'Aosta) per la lista elettorale Nuovo Centrodestra - Unione di Centro, ma con 7 898 preferenze non viene eletto.